# Markgraf von Peñafiel
Der erbliche Titel Markgraf von Peñafiel (spanisch: Marqués de Peñafiel) wurde erstmals im Jahr 1568 von Philipp II. an Juan Téllez-Girón y Guzmán, den 2. Herzog von Osuna und 5. Graf von Ureña vergeben. Die derzeitige Titelträgerin ist die Markgräfin (Marquesa) Ángela María de Solís-Beaumont y Téllez-Girón.

## Herren von Peñafiel
- Manuel von Kastilien, * 1234, † 1283, Sohn des Königs Ferdinand III., Señor de Escalona, Peñafiel y Villena, 1258/75 Alférez Mayor von Kastilien (Haus Burgund-Ivrea),
- Juan Manuel von Kastilien, * 1282, † 1348, dessen Sohn, Señor de Villena, Escalona y Peñafiel;
- Fernando Manuel, * 1330/35, † nach 1350, dessen Sohn, Señor de Villena, Escalona, Peñafiel, Cartagena, Lorca y Elche,
- Blanca Manuel de Villena, * nach 1346, † 1361, dessen Tochter, Señora de Villena, Escalona, Peñafiel, Cartagena, Lorca y Elche
- Juana Manuel, * 1339, † 27. März 1381, Tochter von Juan Manuel, Señora de Villena, Escalona y Peñafiel, 1370 Señora de Lara y Vizcaya; ⚭ 27. Juli 1350 Heinrich (Enrique) II., Conde de Trastámara etc., 1369 König von Kastilien, † 30. Mai 1379
  - Juan I., † 1390, deren Sohn, 1379 König von Kastilien und León

## Herzöge von Peñafiel
- Fernando Infante de Castilla, † 1416, dessen Sohn, Señor de Lara y Vizcaya, 1386 und 1396 Duque de Peñafiel, 1412 König von Aragón
- Juan de Aragón, † 1479, dessen Sohn, 1398 Herzog von Peñafiel, 1425 König von Navarra, 1458 König von Aragón etc.

## Markgrafen von Peñafiel

Wappen der Markgrafen von Peñafiel

- 1568–1594: Juan Téllez-Girón y Guzmán, 1. Marqués de Peñafiel
- 1600–1624: Pedro Manuel Girón de Velasco, 2. Marqués de Peñafiel
- 1624 und 1629–1656: Juan Téllez-Girón y Enríquez de Ribera, 3. Marqués de Peñafiel
- 1624–1629: Pedro Téllez-Girón, 4. Marqués de Peñafiel
- 1656–1694: Gaspar Téllez-Girón y Sandoval, 5. Marqués de Peñafiel
- 1694–1716: Francisco Téllez-Girón y Benavides, 6. Marqués de Peñafiel
- 1716–1733: José María Téllez-Girón y Carrillo de Toledo, 7. Marqués de Peñafiel
- 1733–1787: Pedro Zoilo Téllez-Girón y Pérez de Guzmán el Bueno, 8. Marqués de Peñafiel
- 1754: José María Téllez-Girón y Pacheco, 9. Marqués de Peñafiel
- 1755–1807: Pedro de Alcántara Téllez-Girón y Pacheco, 10. Marqués de Peñafiel, 13.Conde de Ureña, 9. Duque de Osuna
- 1807–1820: Francisco de Borja Téllez-Girón y Alfonso Pimentel, 11. Marqués de Peñafiel
- 1834–1844: Pedro de Alcántara Téllez-Girón y Beaufort Spontin, 12. Marqués de Peñafiel
- 1844–1882: Mariano Téllez-Girón y Beaufort Spontin, 13. Marqués de Peñafiel
- 1889–1896: María del Rosario Téllez-Girón y Fernández de Velasco, 14. Marquesa de Peñafiel
- ?–1936: Luis Roca de Togores y Téllez-Girón, 15. Marqués de Peñafiel
- 1936–1941: Pedro Roca de Togores y Tordesillas, 16. Marqués de Peñafiel
- 1941–1956: Pedro de Alcántara Roca de Togores y Lafitte, 17. Marqués de Peñafiel
- Angela María de Solís-Beaumont y Téllez-Girón (* 1950), 1973 Herzogin von Arcos, 18. Marquesa de Peñafiel